# Andrus Ansip
Andrus Ansip (født 1. oktober 1956 i Tartu, Estiske SSR, Sovjetunionen) er en estisk politiker fra Det estiske reformparti (estisk: Reformierakond) som han var formand for fra 2004 til 2014. Han var Estlands statsminister fra 2005 til 2014.
Ansip var været medlem af Europa-Parlamentet siden 2019 og var også medlem af parlamentet i 2014. Han var Europa-Kommissær for det digitale indre marked og næstformand i Juncker-kommissionen fra 2014 til 2019.
Han er uddannet kemiker, men gjorde karriere i bankvæsnet. I 1998 blev han valgt som borgmester i Tartu. Han blev medlem af Estlands parlament i 2004 og blev økonomiminister samme år.